# Xukuru
Xukuru (Xucuru, Shucurú,  Sucurú) je indijansko pleme iz brazilske države Pernambuco nastanjeno u planinama Ororubo.  Pleme živi na 17 aldeja u području općine Pesqueira a plemensko područje prostire se na 27,555 hektara. Godine 1986. za plemenskog vođu izabran je Xicão (portugalski nazivan Francisco de Assis Araújo), kasnije ubijen (1998.) zbog sukoba s farmerima i rančerima koji su zaposjeli indijansku zemlju. Bave se uzgojem manioke. Xukuru se danas sporazumijevaju portugalskim jezikom. Godine 1997. pleme izdaje knjigu 'Xukuru, children of Mother Nature'. Ne smiju se pobrkati s plemenom Xukuru-Kariri. Populacija: 6.363 (1999.) 

## Lokalne grupe ili plemena
Xukuru su bili podijeljeni na 3 glavne grupe koje su govorile vlastitim jezicima. To su : 
1. Xukuru vlastiti ili Ichikile na Serra de São José i rijekama Meio, Capibariba i Taperoá u Pernambuco i Paraíba. Drugi su Paratió (Prarto) na río Capibariba i treći Garanhun, slabo poznata grupa koja je obitavala možda u Pernambucu kod grada Garanhuns, jugozapadno od Recife.

## Jezik
Xukuru Indijanci govorili su jezikom koji je klasificiran samostalnoj porodicu Xukuru. 

## Vanjske poveznice
- Notes on the Shucuru' Indians of Serra de Araroba', Pernambuco, Brazil
- Xukuru Celebrate Homologation of Indigenous Area.